# Nickelback
Nickelback er et canadisk Post grunge band grundlagt i Hanna, Alberta i 1995. Navnet kommer fra forsanger Chad Kroegers bror, som arbejdede i en café i byen. Hver gang han gav kunder penge tilbage, sagde han: ”Here’s your nickel back”. Nickelbacks musikgenre kan betegnes som klassisk rock eller poprock.

## Bandmedlemmer
- Chad Kroeger – vokal og guitar.
- Ryan Peake – guitar og baggrundsvokal.
- Mike Kroeger – bas.
- Daniel Adair – trommer og baggrundsvokal.

### Tidligere medlemmer
- Ryan Vikedal – trommer.
- Brandon Kroeger – trommer.

## Diskografi
- Curb (1996)
- The State (1998)
- Silver Side Up (2001)
- The Long Road (2003)
- All the Right Reasons (2005)
- Dark Horse (2008)
- Here and Now (2011)
- No Fixed Address (2014)
- Feed the Machine (2017)
- Get Rollin' (2022)

### DVD’er
- Nickelback: Live At Home (2002)
- Nickelback: The Videos (2003)
- Nickelback: Photo Album (2005)
- Nickelback: Pictures (2006)

## Singleudspil fra albummetAll the Right Reasons
- Photograph
- Animals
- Far Away
- Savin' Me
- Rockstar
- If Everyone Cared
- Side of a Bullet

## Singleudspil fra albummetDark Horse
- Gotta Be Somebody
- If Today Was Your Last Day
- Something In Your Mouth
- I'd Come For You
- Burn It To The Ground
- Never Gonna Be Alone
- This Afternoon

## Singleudspil fra albummetHere And Now
- Bottoms Up
- When We Stand Together
- Lullaby
- This Means War